# Anatolij Noczowkin
Anatolij Pietrowicz Noczowkin (ros. Анатолий Петрович Ночёвкин, ur. 1928) – radziecki działacz partyjny.

## Życiorys
Rosjanin, ukończył Doniecki Instytut Politechniczny, od 1948 pracował w fabryce w Makiejewce. Od 1956 członek KPZR, od 1963 funkcjonariusz partyjny, w latach 1968–1975 I sekretarz Komitetu Miejskiego KPU w Makiejewce. W latach 1975–1983 inspektor KC KPU, jednocześnie 1975–1981 II sekretarz Komitetu Obwodowego KPU w Połtawie i 1981–1983 II sekretarz Komitetu Obwodowego KPU w Odessie. Od 12 października 1983 do listopada 1988 I sekretarz Komitetu Obwodowego KPU w Odessie, 1986–1989 członek KC KPZR, od 1988 na emeryturze. Deputowany do Rady Najwyższej ZSRR 11. kadencji.